# Svarthuvad bergtangara
Svarthuvad bergtangara (Buthraupis montana) är en fågel i familjen tangaror inom ordningen tättingar. Dnen förekommer i Anderna från Colombia till Bolivia. Beståndet anses vara livskraftigt.

## Utseende och läte
Svarthuvad bergtangara är en stor tangara som med storleken och de högljudda vingslagen mer kan påminna om en skrika. Fjäderdräkten är dock unik: färgglatt citrongul under, blå rygg och mestadels svart huvud. Ögonen är olikt andra bergtangararor röda. 

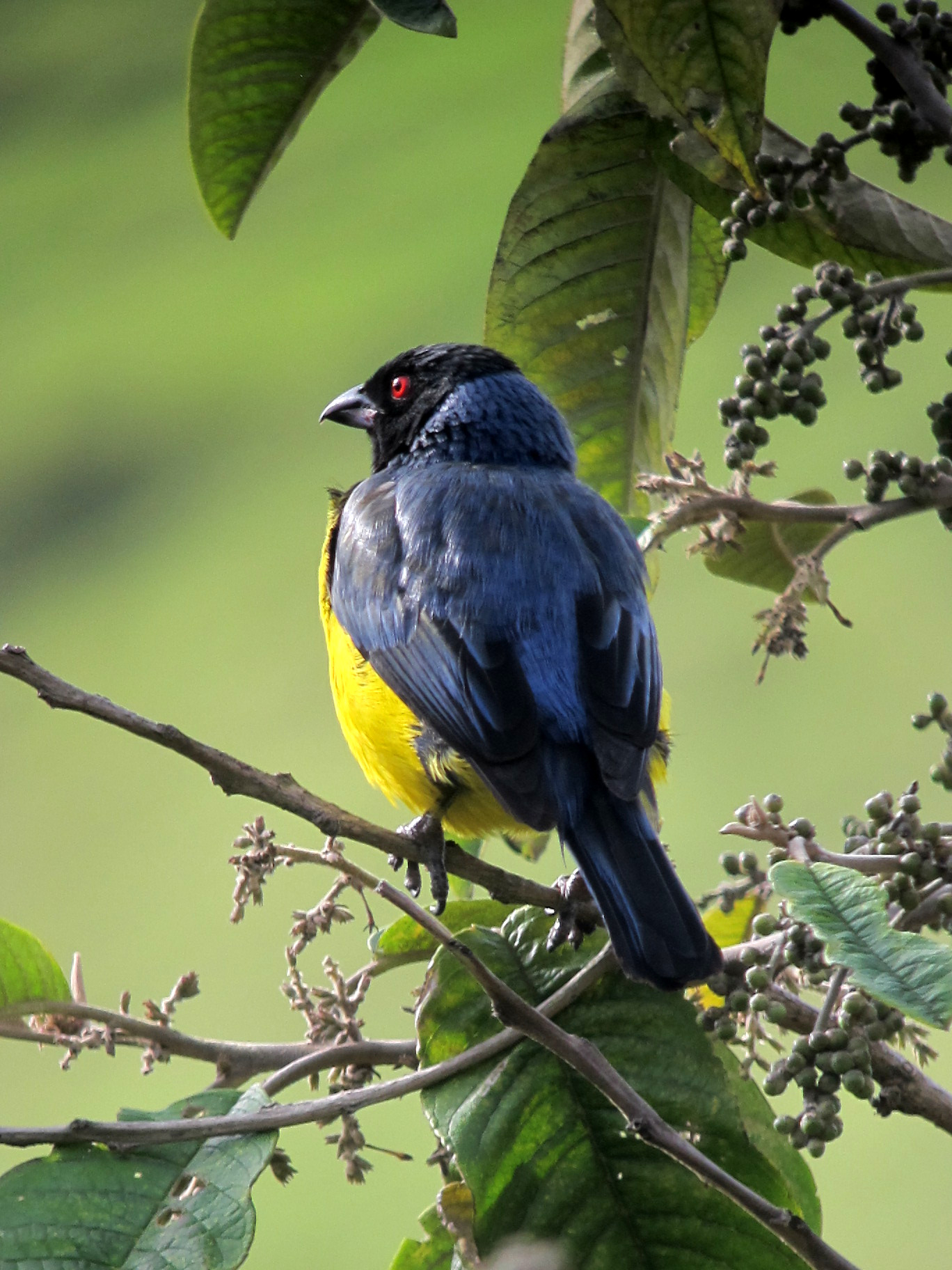

## Utbredning och systematik
Svarthuvad bergtangara förekommer i Anderna och delas här in i fem underarter med följande utbredning:
- Buthraupis montana gigas – östra Anderna i Colombia och västra Venezuela
- Buthraupis montana cucullata – västra och centrala Anderna i Colombia och Ecuador
- Buthraupis montana cyanonota – Peru (Amazonas till Junín)
- Buthraupis montana. saturata – sydöstra Peru (Cusco och Puno)
- Buthraupis montana montana – västra Bolivia (La Paz och Cochabamba)

Ofta erkänns även underarten venezuelana med utbredning i nordvästra Venezuela.

### Släktskap
Svarthuvad bergtangara placeras numera som ensam art i Buthraupis. Tidigare inkluderades ytterligare tre arter. i släktet, svartmaskad bergtangara (Tephrophilus wetmorei), svartstrupig bergtangara (Cnemathraupis eximia) och gulryggig bergtangara (Cnemathraupis aureodorsalis). DNA-studier har visat att dessa står närmare andra släkten än svarthuvad bergtangara och har därför urskilts i egna släkten.

## Levnadssätt
Svarthuvad bergtangara hittas i de övre subtropiska och tempererade zonerna i Andernas bergstrakter. Den ses vanligen i smågrupper, ofta som en del av kringvandrande artblandade flockar. Fågeln påträggas normalt i de mellersta och övre skikten i skog och skogsbryn.

## Status och hot
Arten har ett stort utbredningsområde, men tros minska i antal, dock inte tillräckligt kraftigt för att den ska betraktas som hotad. Internationella naturvårdsunionen IUCN listar arten som livskraftig (LC).